# Valdavara
Las cuevas de Valdavara (Valdavara 1, Valdavara 2 y Valdavara 3) son un conjunto de cavidades kársticas situadas en el municipio de Becerreá (Lugo) a unos 600 m s. n. m., en un promontorio situado sobre el margen derecho del río Cruzul, afluente del Navia. Las cuevas albergan distintos yacimientos arqueológicos que abarcan principalmente desde el Paleolítico medio hasta la Edad del Bronce, siendo unos de los únicos yacimientos en cueva en Galicia en los que se puede estudiar el período Paleolítico, junto a Cova Eirós (Triacastela, Lugo) y Cova da Valiña (Castroverde, Lugo). 

## Historia de las investigaciones
El estudio de las cavidades se remonta a la década de 1950, cuando un vecino de la zona realiza un primer sondeo no profesional, revelando un importante volumen de artefactos. Años después, la hija de este vecino, estudiante en la Universitat Rovira i Virgili de Tarragona, enseñará el material recuperado por su padre a investigadores del centro. Esto dio lugar a que en el año 2007 se realizase una primera campaña de excavación por parte de un equipo de la Universidade de Santiago de Compostela y del Institut Català de Paleoecologia Humana i Evolució Social (IPHES). Las excavaciones revelaron una importante secuencia estratigráfica dividida en dos paquetes: la unidad superior, que contendría restos de ocupación de la Edad del Bronce; y la unidad inferior, con un conjunto del Paleolítico superior atribuible al período Magdaleniense. 
Durante la excavación de la primera de estas cavidades (Valdavara 1) se localizaron otros puntos en el entorno que también tenían potencial como posible yacimiento arqueológico. Esto dio lugar a la excavación de los yacimientos de Valdavara 2, una pequeña oquedad situada pocos metros bajo la entrada de Valdavara 1; y Valdavara 1-2, el relleno sedimentario en la colina que comunica ambas cavidades. En el año 2009 se iniciarán también los trabajos en un cuarto yacimiento, Valdavara 3, consistente en una sima que había sido destruida por la actividad de una cantera cercana.

## Valdavara 1
Esta es la primera de las cuevas en ser excavada y la que alberga el conjunto más numeroso, el cual se divide en dos unidades estratigráficas separadas por una formación estalagmítica. 
En la unidad superior se recuperaron abundantas herramientas líticas, realizadas principalmente en sílex y cuarzo; fragmentos cerámicos; restos de fauna doméstica y un conjunto de restos humanos pertenecientes a un mínimo de 3 individuos que vivieron durante el Neolítico final o principios del Calcolítico, hace unos 5.000 años.
En la unidad inferior se identificaron herramientas líticas, realizadas sobre todo en sílex; restos faunísticos pertenecientes a distintos taxones de herbívoros y carnívoros salvajes; azagayas y otros elementos industriales realizados sobre asta de ciervo; un pequeño conjunto de conchas (Dentalium novemcostatum) identificadas como elementos de adorno y un diente humano, lo que lo convierte en el yacimiento con los restos humanos más antiguos de Galicia. Esta unidad fue datada, presentando una antigüedad de unos 17.000 - 18.000 años, por lo que se adscribe al período Magdaleniense.

## Valdavara 2
Durante los trabajos en Valdavara 1 se localizó una oquedad en la pared caliza pocos metros abajo que podría ser una segunda entrada al sistema kárstico, por lo que se decidió realizar un sondeo. Este reveló una secuencia estratigráfica conformada por tres unidades en las que se recuperaron restos faunísticos e industria lítica y, en el nivel inferior, un conjunto de poco más de 50 restos humanos infantiles en el que se identifican por lo menos 3 individuos de entre 6-9 meses, 4-5 años y 5-6 años respectivamente. Estos fueron depositados en la cavidad hace aproximadamente 3.400 - 3.600 años, durante el período conocido como Bronce medio.  

## Valdavara 1-2
Este relleno acumulado en el desnivel que une las bocas de Valdavara 1 y Valdavara 2 cuenta con una secuencia estratigráfica conformada principalmente por 3 niveles. Un primer nivel (B) con restos equiparables a las ocupaciones de la Prehistoria reciente de ambas cuevas; un segundo nivel (C) con industria lítica del período Mesolítico y un tercer nivel (D) en el que de nuevo se identifican piezas de industria lítica, pertenecientes en este caso al período Solutrense. Un período muy poco presente en el registro arqueológico gallego que se enmarca durante el Último Máximo Glaciar, el período más frío de la glaciación de Würm y que hasta la fecha solo se conocía en el yacimiento de Valverde (Monforte de Lemos).

## Valdavara 3
El episodio más antiguo registrado en las cuevas de Valdavara sería el de Valdavara 3. Esta sima funcionó como trampa natural hace unos 103.000 - 113.000 años, durante el período Eemiense o Interglaciar Riss-Würm, un período ligeramente más cálido y húmedo que la actualidad. Aunque las voladuras de la cantera destruyesen por completo la cavidad, se pudo conservar un pequeño segmento de galería que fue excavado entre 2009 y 2011.
De esta cavidad se recuperaron más de 1.400 restos fósiles pertenecientes a cerca de 40 especies de mamíferos, reptiles, anfibios y aves. Algunas de las especies identificadas corresponden a animales hoy en día extintos, como el oso de las cavernas, el león de las cavernas o el rinoceronte estepario. También se registraron taxones que en la actualidad no están presentes en la región, como la hiena manchada, el leopardo o el castor. Estos animales cayeron accidentalmente por la sima y murieron a consecuencia de la caída o por quedar atrapados, pero se sabe que esporádicamente fueron carroñeados tanto por carnívoros como por neandertales, los cuales dejaron en el yacimiento un pequeño conjunto industrial en piedra y dejaron su impronta en los huesos en forma de marcas de corte. 